# Проклятие
Проклятието е словесна форма, съдържаща ругатни, обидни думи или пожелание за зло по нечий адрес. Среща се в древната литература, особено в Библията, където представлява крайно осъждане на нечии грешни постъпки.
Проклятието е суеверие, основано на вярата че може да съществува вредоносно магическо въздействие от недоброжелатели следствие на урочасване с лоши очи или посредством магически ритуал. Суеверията и митовете че може да съществува такова въздействие както и противодействието му със същите магически техники са разпространени в различна степен сред всички народи.
Явленията, приписвани на проклятия, могат да се обяснят с напълно естествен ход на събитията и не са противоречиви. Често се опитват да обяснят на пръв поглед причините за щетите, без да имат разумно обяснение или ясно видими причини.
Най-често срещаните митове в съвременното общество са:
- митът за увреждане с помощта на предмет (науз, магически възел) – специално направен за нанасяне на щети на магически обект (най-често науз се описва като пръстен от птичи пера, пришит във възглавница или дюшек на легло, или сноп от коса, увит по специален начин, свързан с животински кости);
- митът за разваляне чрез така наречената мъртва вода – водата, използвана за измиване на починалите;
- олио от гроб – особено зловредно проклятие с използване на масло от кандило
- ръсене на захар, сол и други
- митът за възможността за използване на магьосничество за насочване на увреждане на частите на тялото на предмет (коса, нокти, кръв), лични вещи (дрехи и др.), изображения (например снимки), следи („изваждане на следа“);
- в практиката на религията на вуду, щетите се предизвикват с помощта на кукла, изобразяваща предмет на увреждане (най-често забождане на игли в куклата); употребата на ритуални кукли за подобни цели е съществувала и сред другите народи.

## Отстраняване на проклятие
Смята се, че щетите могат да бъдат премахнати, ако човек може да разгадае тайната на ритуала, както и с помощта на молитви, вяра в Бога, като се обърне към свещеник. 
Също така, тези, които вярват в проклятия, често се обръщат към лечители, екстрасенси, към същите вещици и други подобни.
През нощта на Еньовден / Иван Купала, за да се избегне пресъхването на млякото на кравите, се слага коса за косене в плевнята или се пали свещ от Велики четвъртък. Ползват се и много други амулети; например, на рогата на кравата се прикрепва птиче гнездо.
В християнството, вярата в урочасване и проклятия е грях от суеверие на всички магьосници, медиуми и т.н. – грехът да се обръщат към магьосничество, към дявола.